# Nîjnii Strutîn, Rojneativ
Nîjnii Strutîn (în ucraineană Нижній Струтинь) este o comună în raionul Rojneativ, regiunea Ivano-Frankivsk, Ucraina, formată numai din satul de reședință.

## Demografie
Componența lingvistică a comunei Nîjnii Strutîn
     Ucraineană (99,74%)
     Alte limbi (0,27%)
Conform recensământului din 2001, majoritatea populației comunei Nîjnii Strutîn era vorbitoare de ucraineană (99,74%), existând în minoritate și vorbitori de alte limbi.